# Brachyura
I granchi marini diversi (Brachyura Latreille, 1802) sono un infraordine di crostacei decapodi prevalentemente acquatici.

## Descrizione
I granchi sono in particolare dotati di un robusto carapace e di due potenti chele, pertanto utilizzano quattro paia di arti per il movimento e le chele per prendere, difendersi e cibarsi. In alcune specie una chela si presenta vistosamente di maggior dimensioni rispetto l'altra. L'addome è ripiegato verticalmente ed è quindi nascosto.

## Evoluzione
I primi veri brachiuri fossili risalgono al Giurassico Inferiore (Pliensbachiano). Nel sito paleontologico di Cabeço da Ladeira (Portogallo) sono state scoperte piste fossili di granchio (Laterigradus lusitanica). Queste sposterebbero l'evoluzione dei granchi con adattamenti anfibi al Giurassico Medio (Baiociano).

## Tassonomia
L'infraordine Brachyura comprende le seguenti superfamiglie:
- Sezione Eubrachyura
  - Sottosezione Heterotremata
    - Superfamiglia Aethroidea
    - Superfamiglia Bellioidea
    - Superfamiglia Bythograeoidea
    - Superfamiglia Calappoidea
    - Superfamiglia Cancroidea
    - Superfamiglia Carpilioidea
    - Superfamiglia Cheiragonoidea
    - Superfamiglia Corystoidea
    - Superfamiglia Dairoidea
    - Superfamiglia Dorippoidea
    - Superfamiglia Eriphioidea
    - Superfamiglia Gecarcinucoidea
    - Superfamiglia Goneplacoidea
    - Superfamiglia Hexapodoidea
    - Superfamiglia Hymenosomatoidea
    - Superfamiglia Leucosioidea
    - Superfamiglia Majoidea
    - Superfamiglia Orithyioidea
    - Superfamiglia Palicoidea
    - Superfamiglia Parthenopoidea
    - Superfamiglia Pilumnoidea
    - Superfamiglia Portunoidea
    - Superfamiglia Potamoidea
    - Superfamiglia Pseudocarcinoidea
    - Superfamiglia Pseudothelphusoidea
    - Superfamiglia Pseudozioidea
    - Superfamiglia Retroplumoidea
    - Superfamiglia Thioidea
    - Superfamiglia Trapezioidea
    - Superfamiglia Trichodactyloidea
    - Superfamiglia Trichopeltarioidea
    - Superfamiglia Xanthoidea

  - Sottosezione Thoracotremata
    - Superfamiglia Cryptochiroidea
    - Superfamiglia Grapsoidea
    - Superfamiglia Ocypodoidea
    - Superfamiglia Pinnotheroidea
- Sezione Podotremata
  -     - Superfamiglia Cyclodorippoidea
    - Superfamiglia Dromioidea
    - Superfamiglia Homolodromioidea
    - Superfamiglia Homoloidea
    - Superfamiglia Raninoidea

## Alcune specie

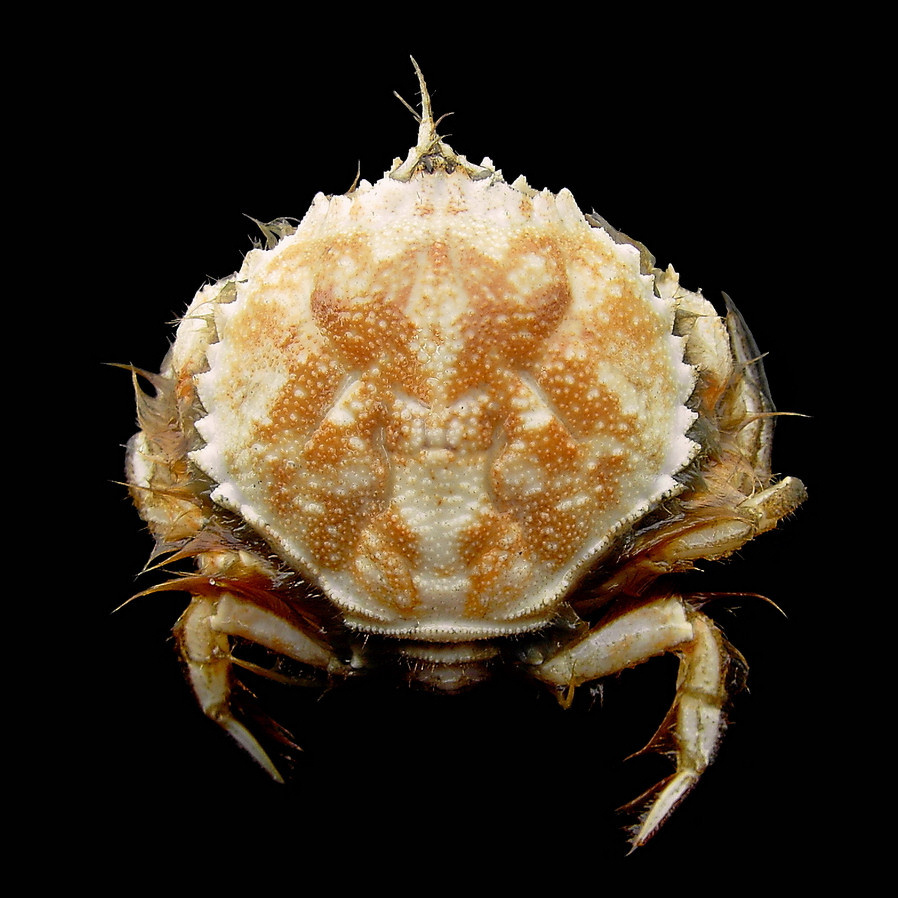
Atelecyclus rotundatus
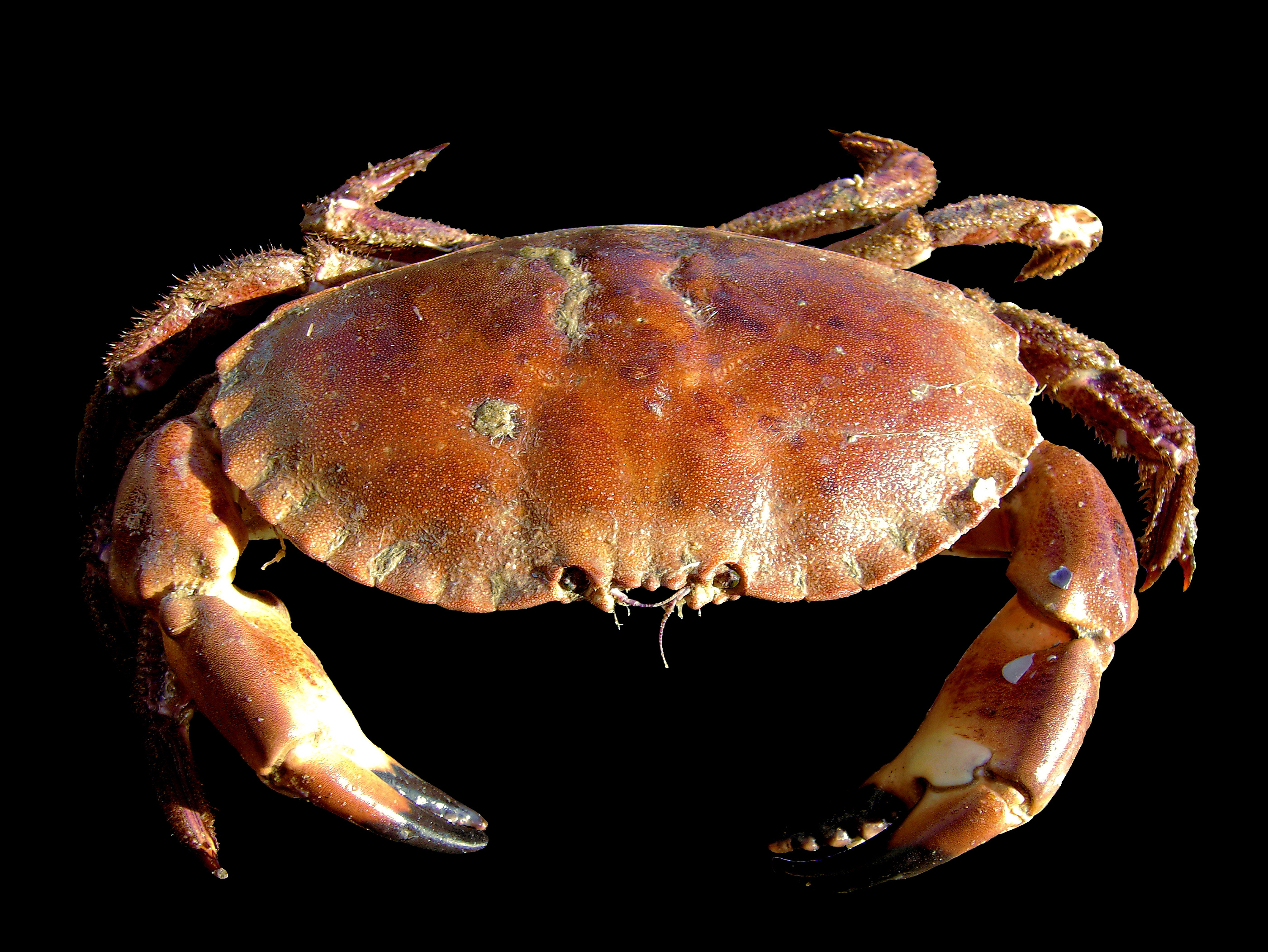
Cancer pagurus
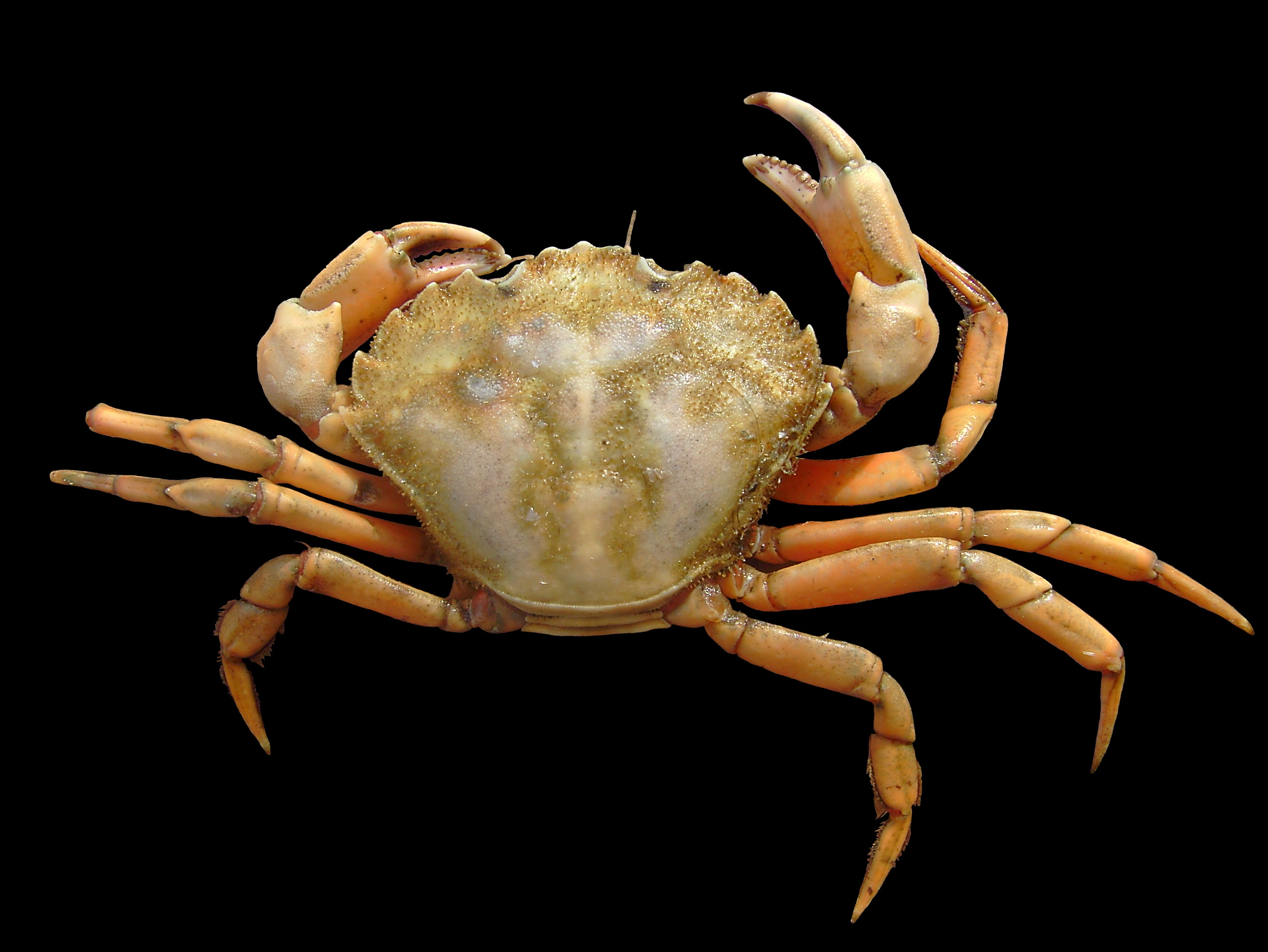
Carcinus maenas
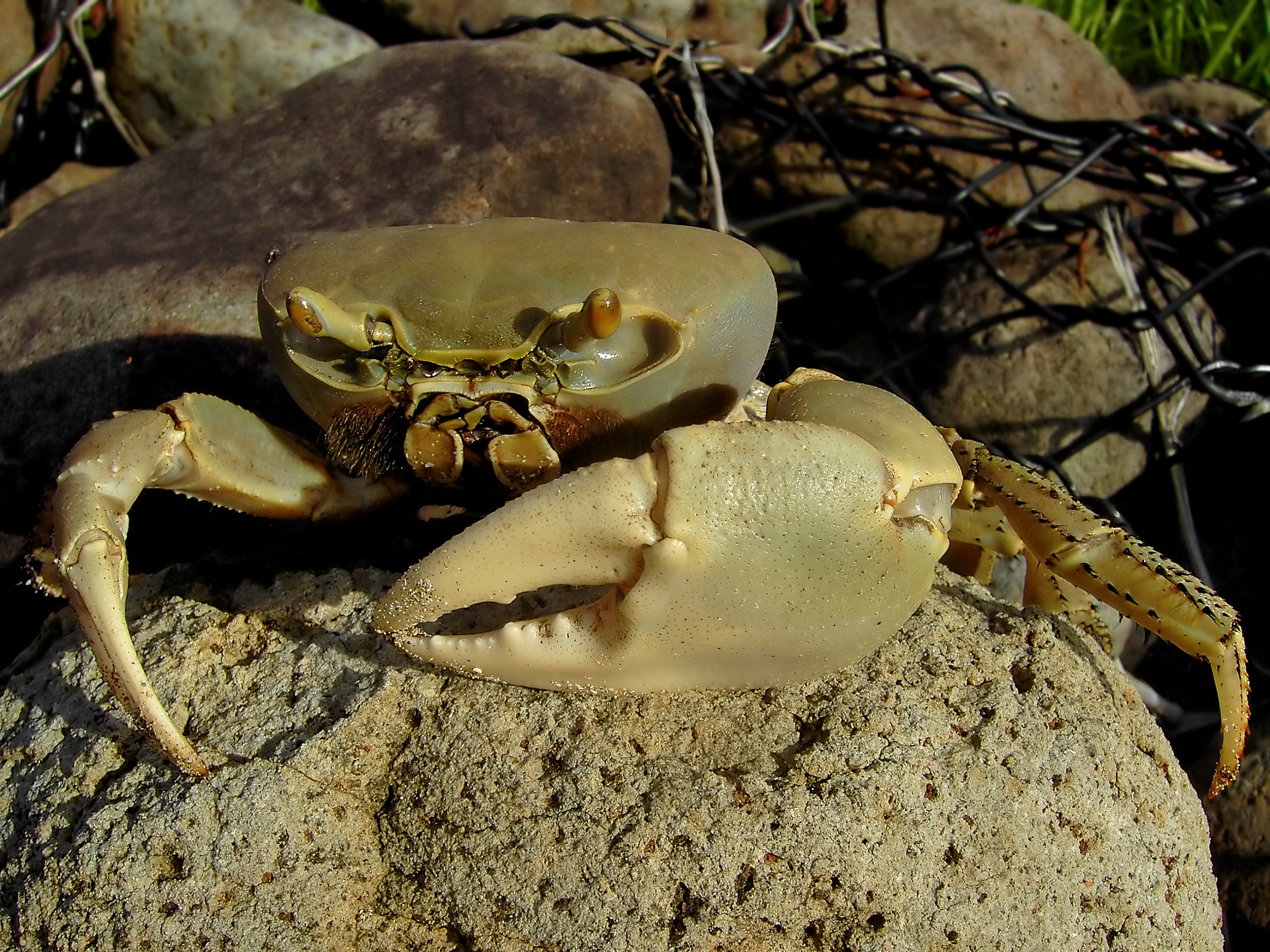
Cardisoma guanhumi
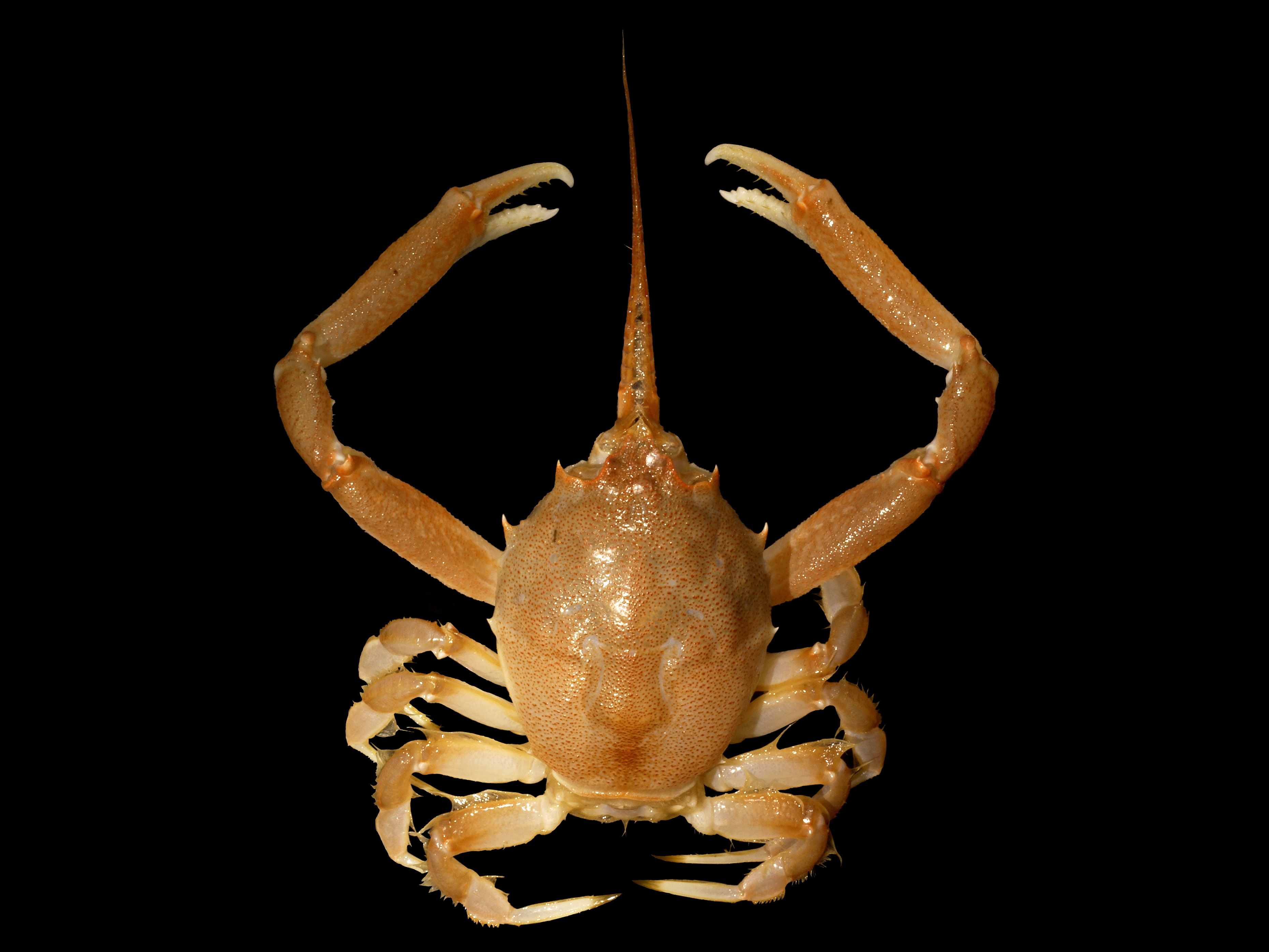
Corystes cassivelaunus
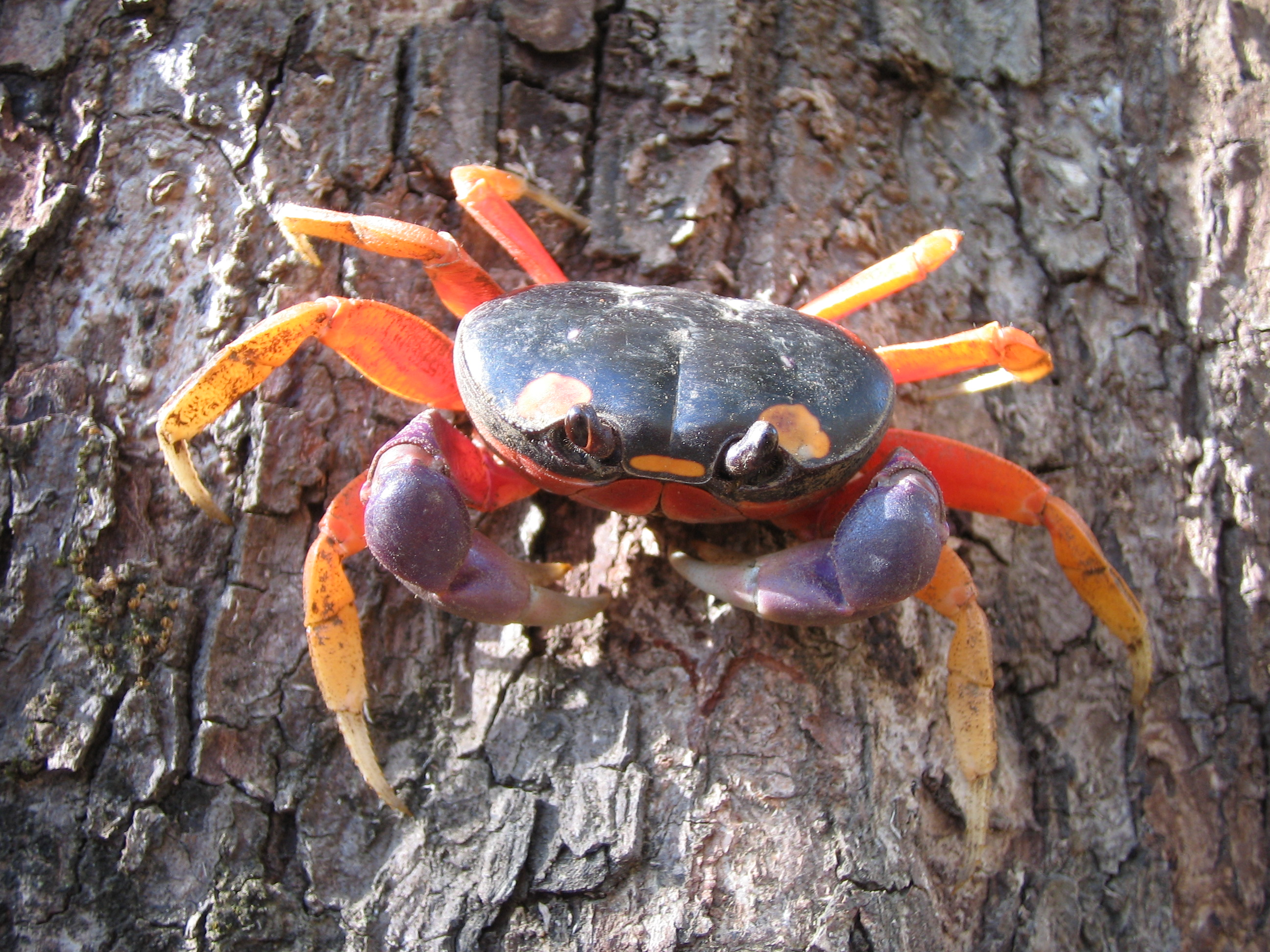
Gecarcinus quadratus
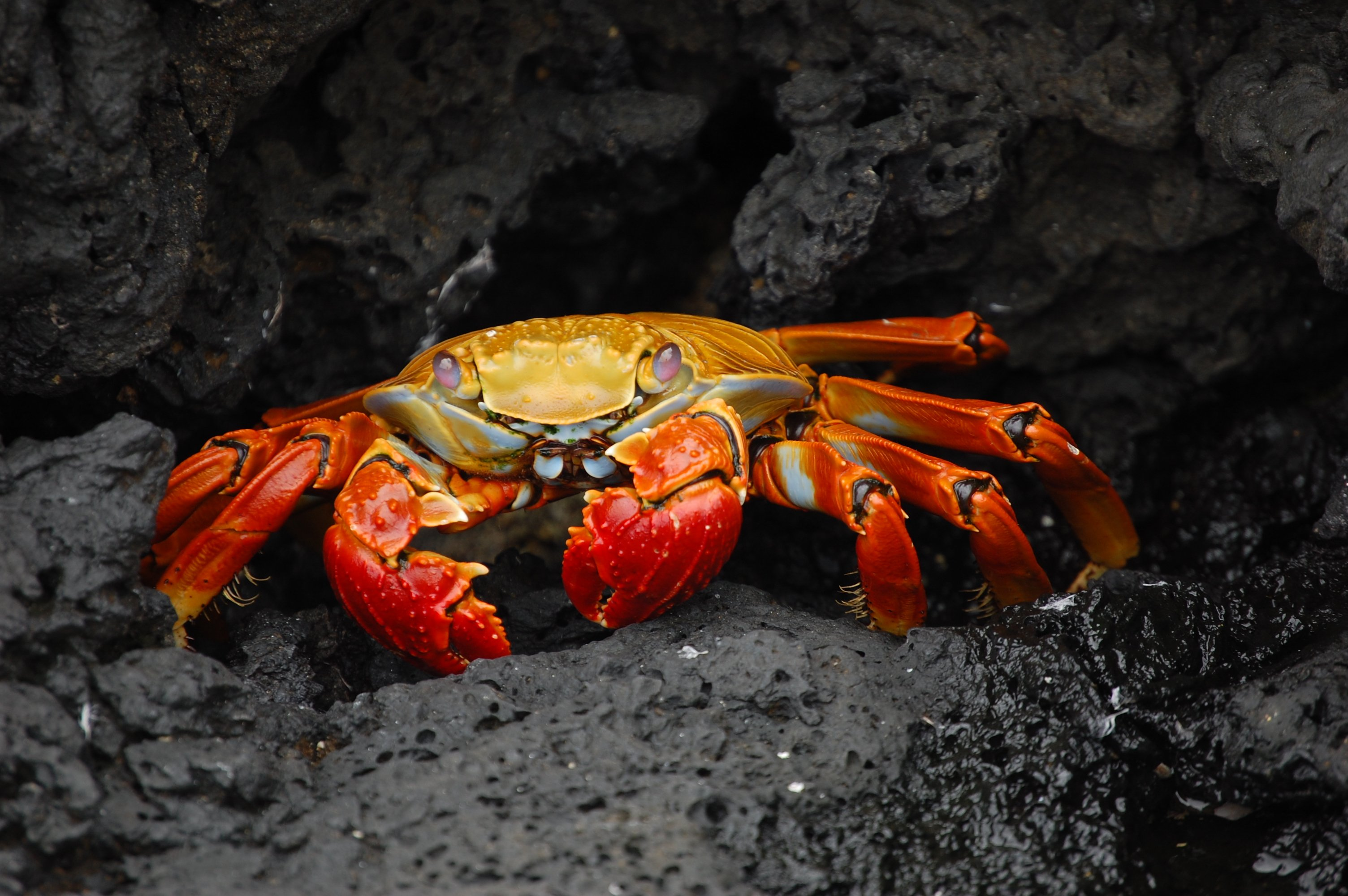
Grapsus grapsus
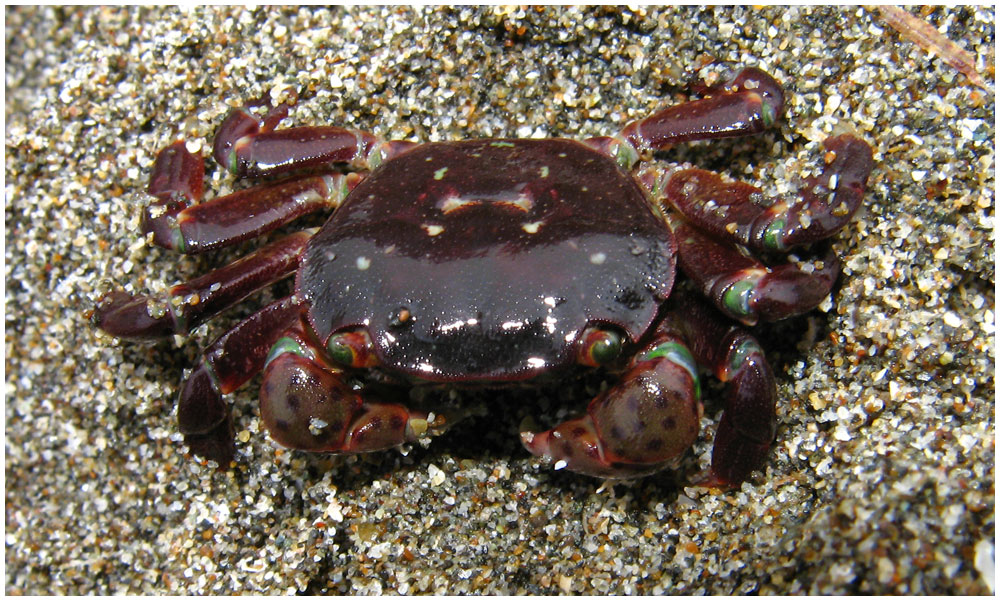
Hemigrapsus nudus
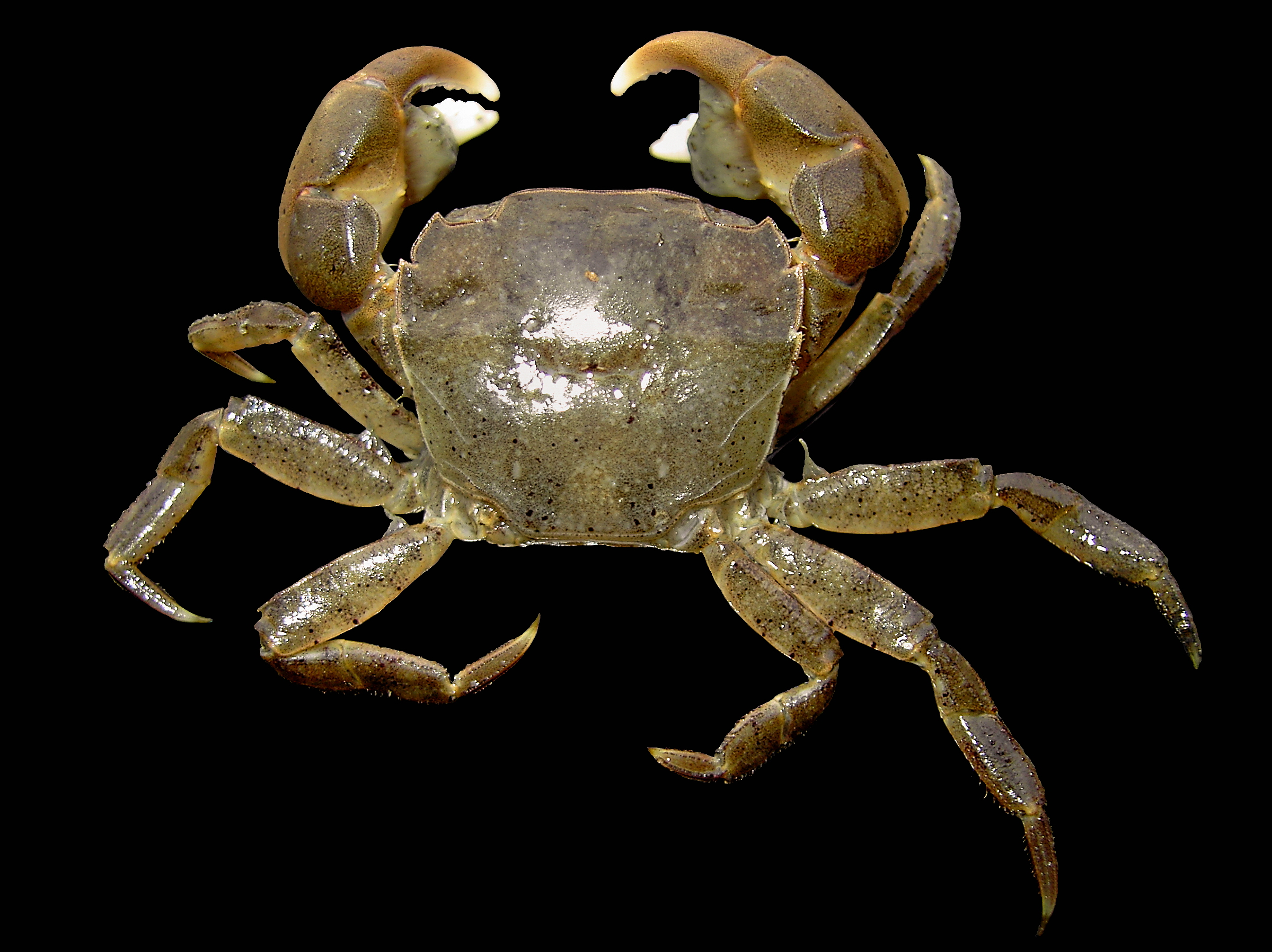
Hemigrapsus takanoi
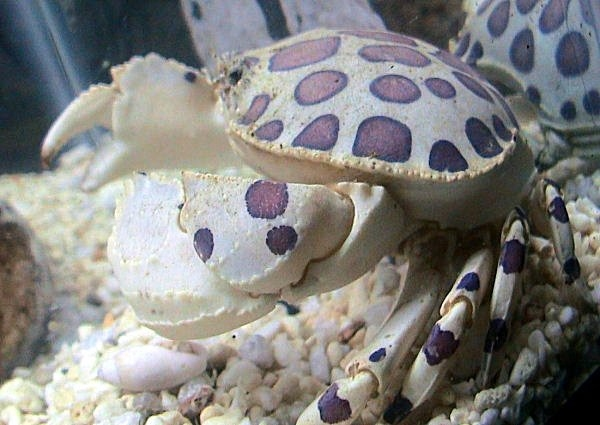
Hepatus epheliticus
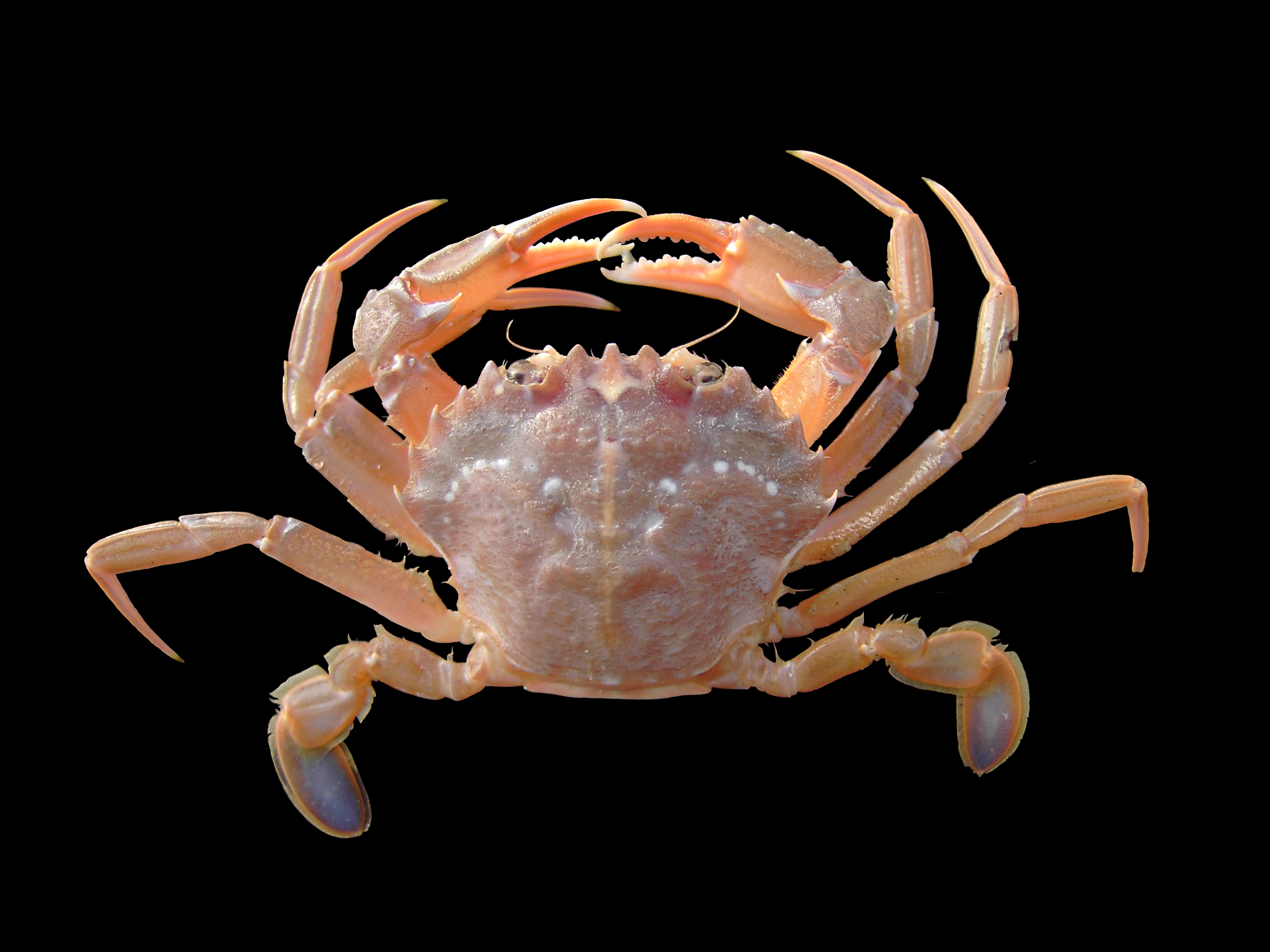
Liocarcinus depurator
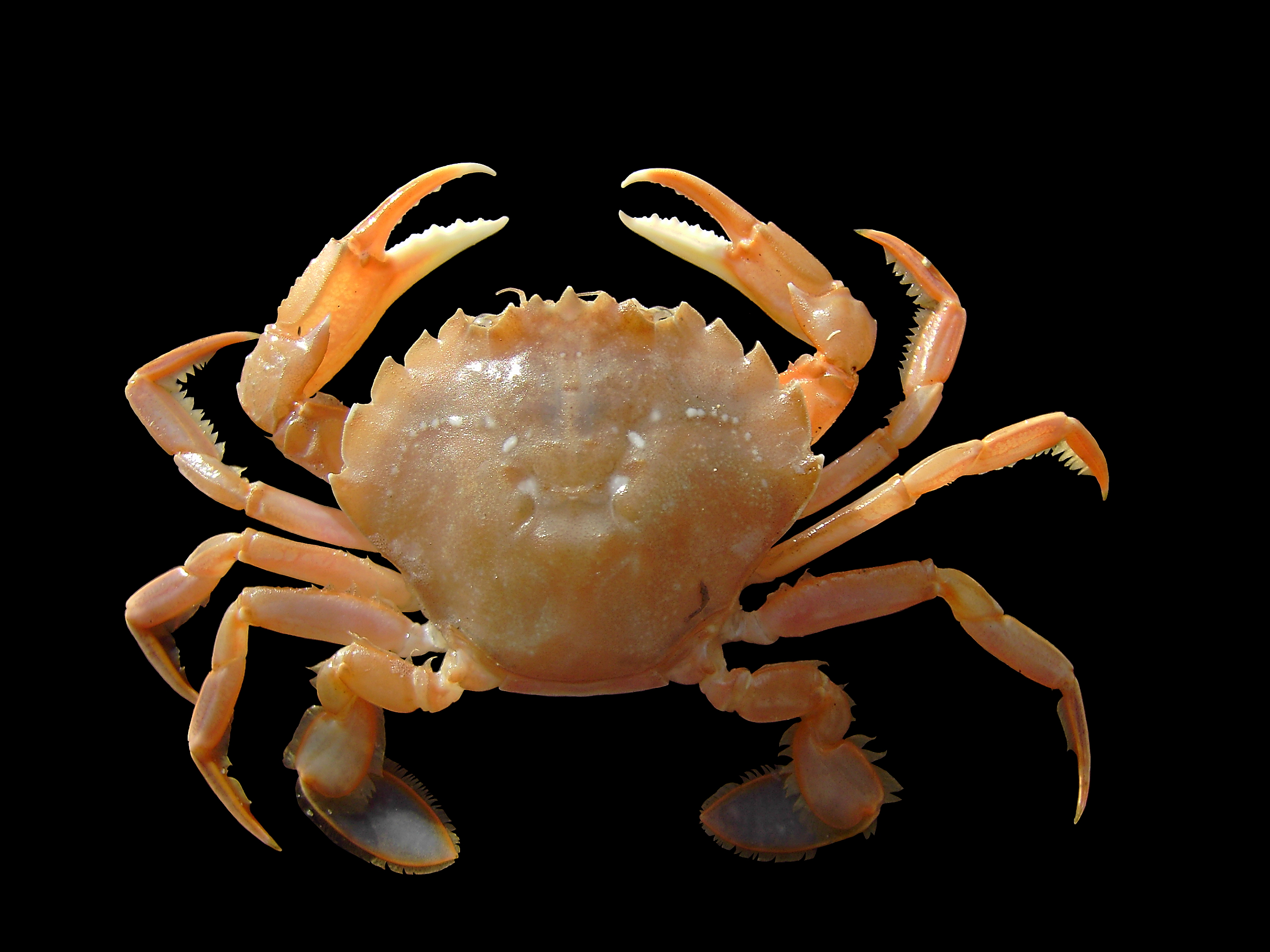
Liocarcinus holsatus
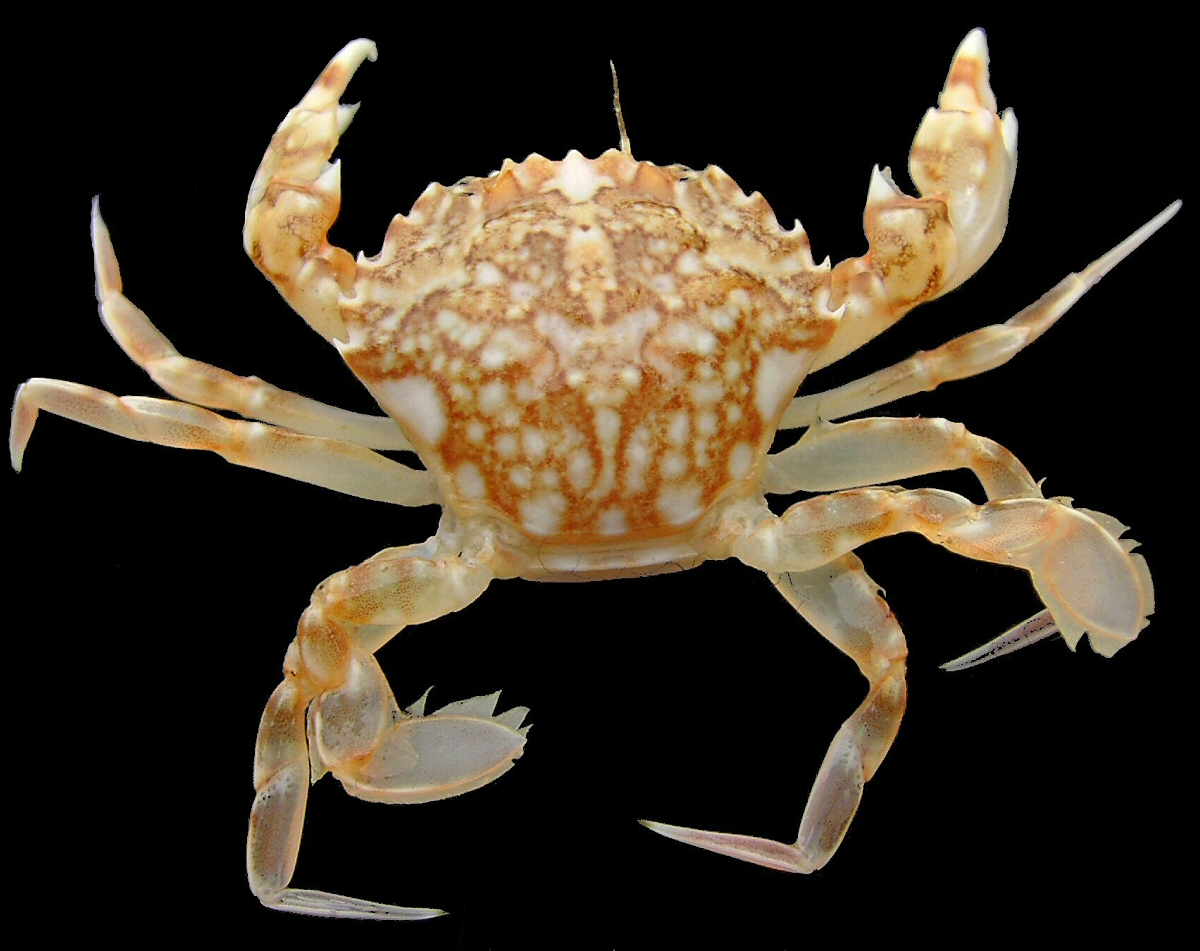
Liocarcinus marmoreus
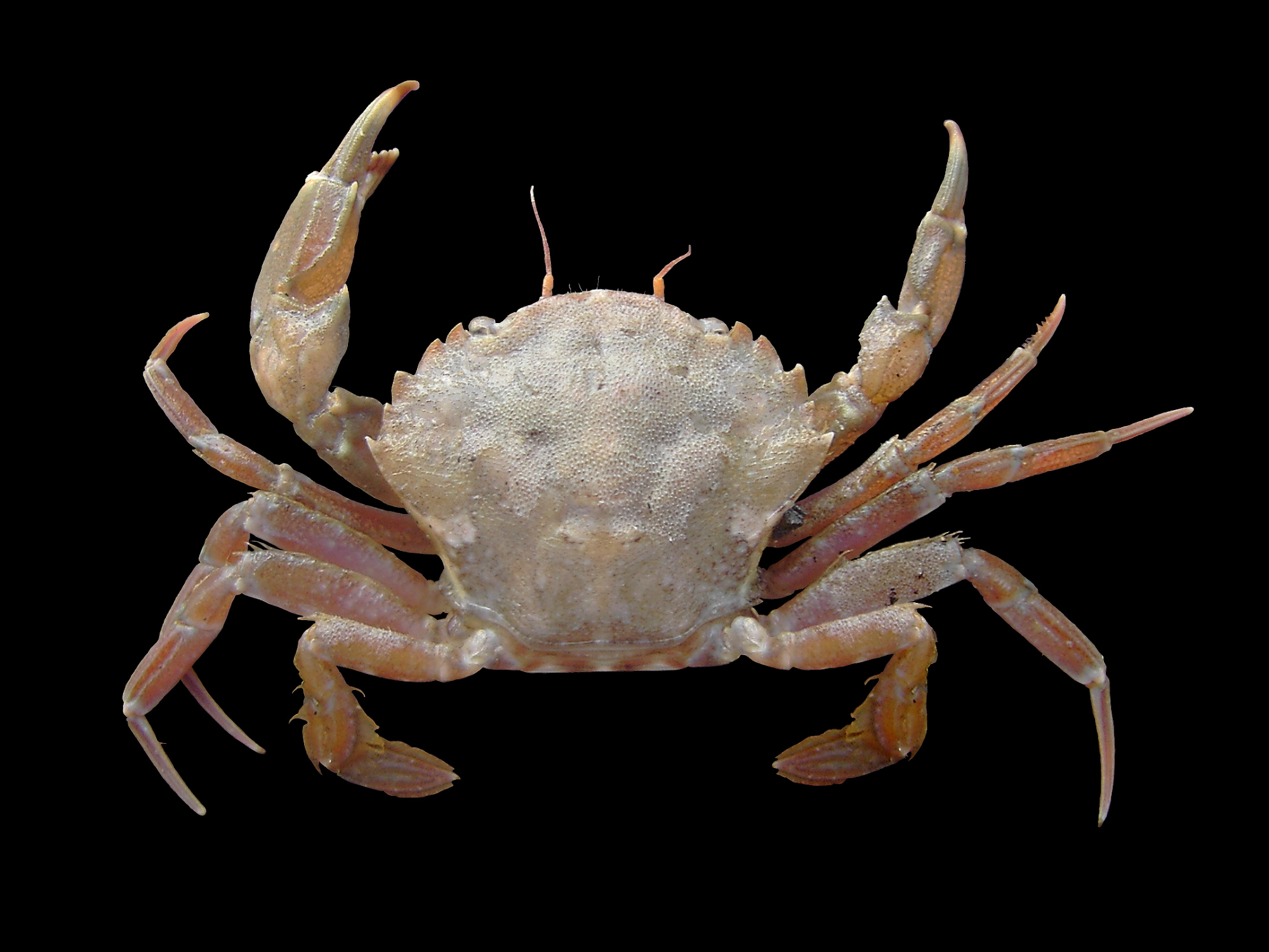
Liocarcinus navigator
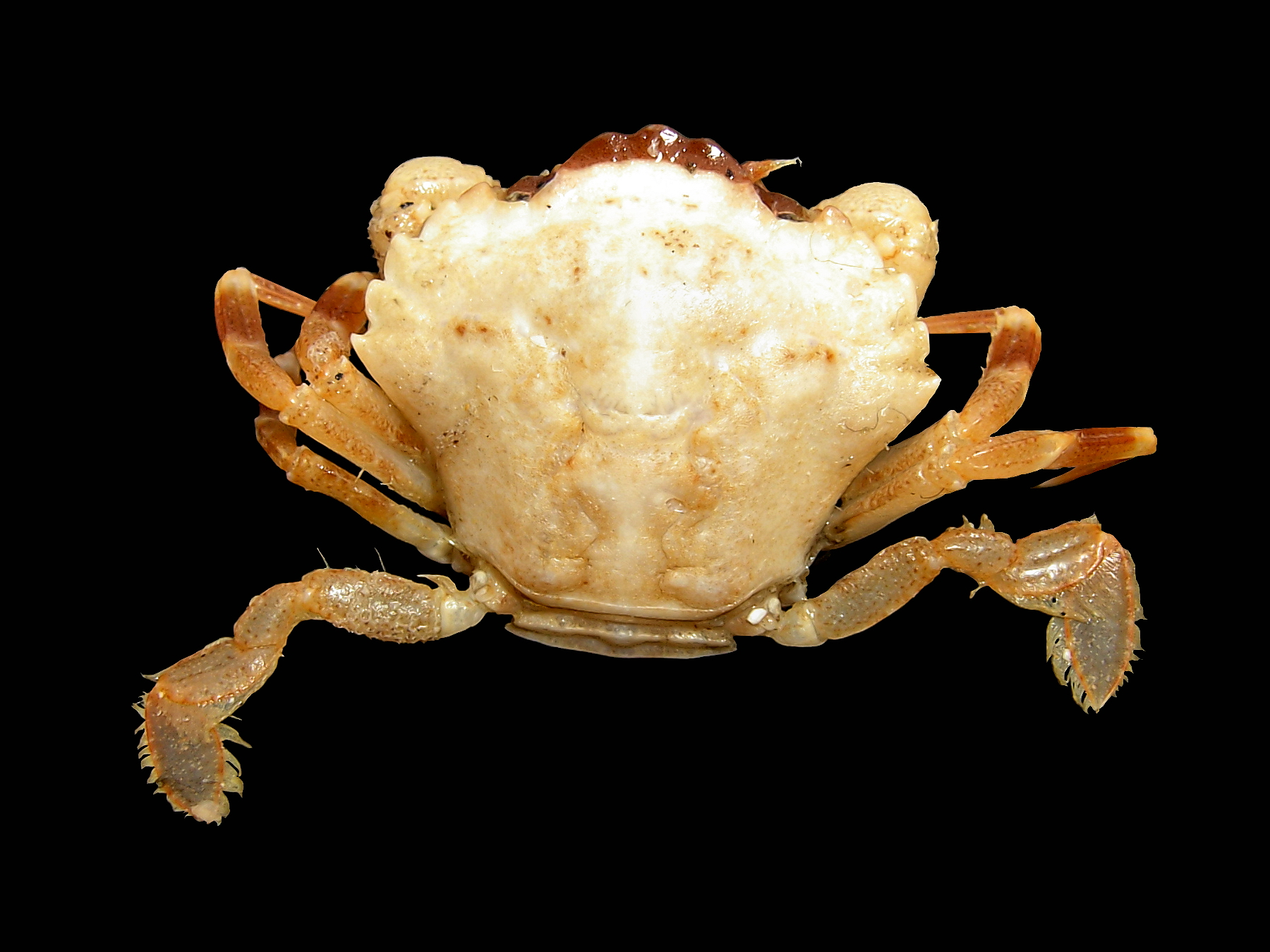
Liocarcinus pusillus
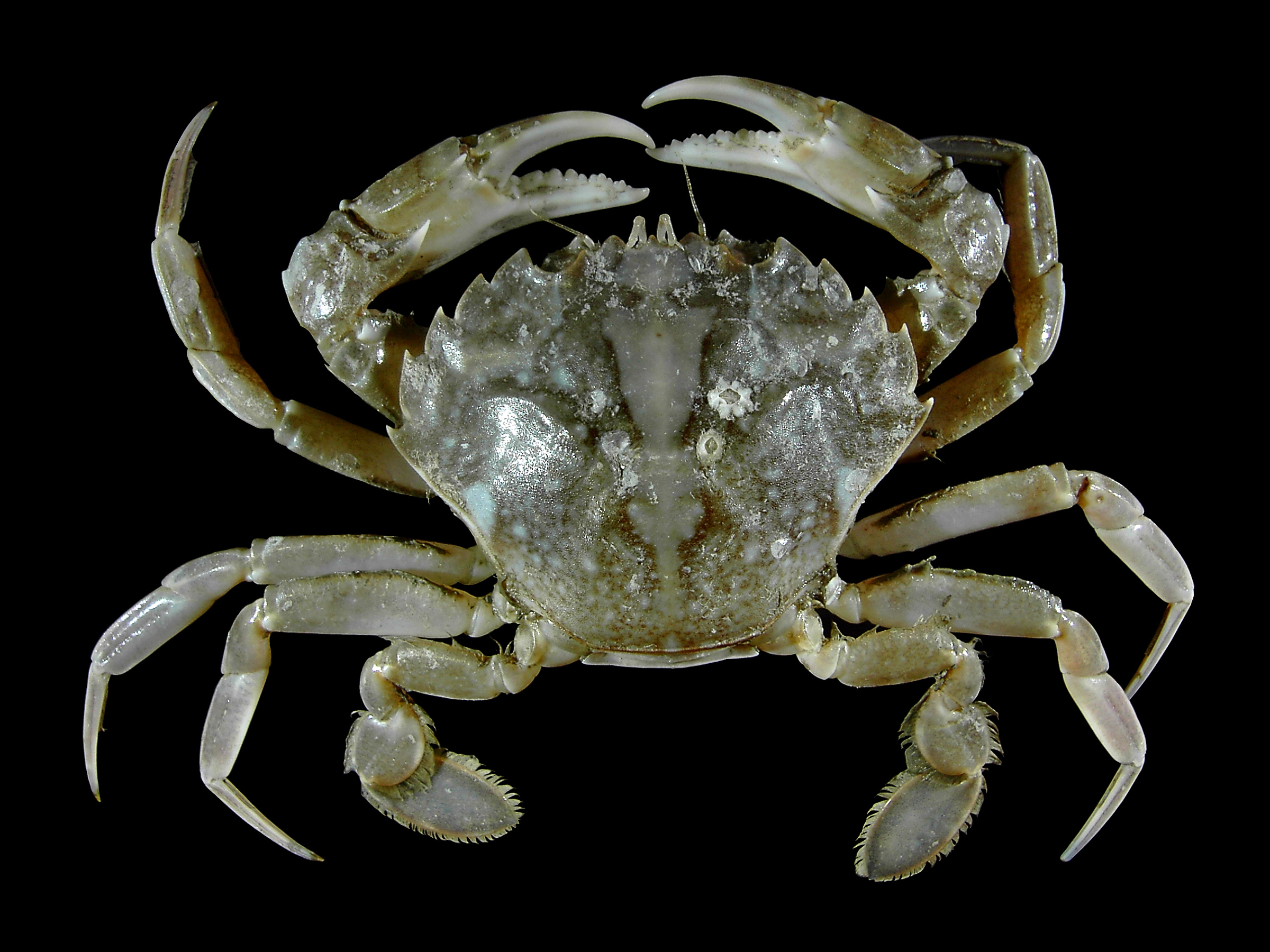
Liocarcinus vernalis
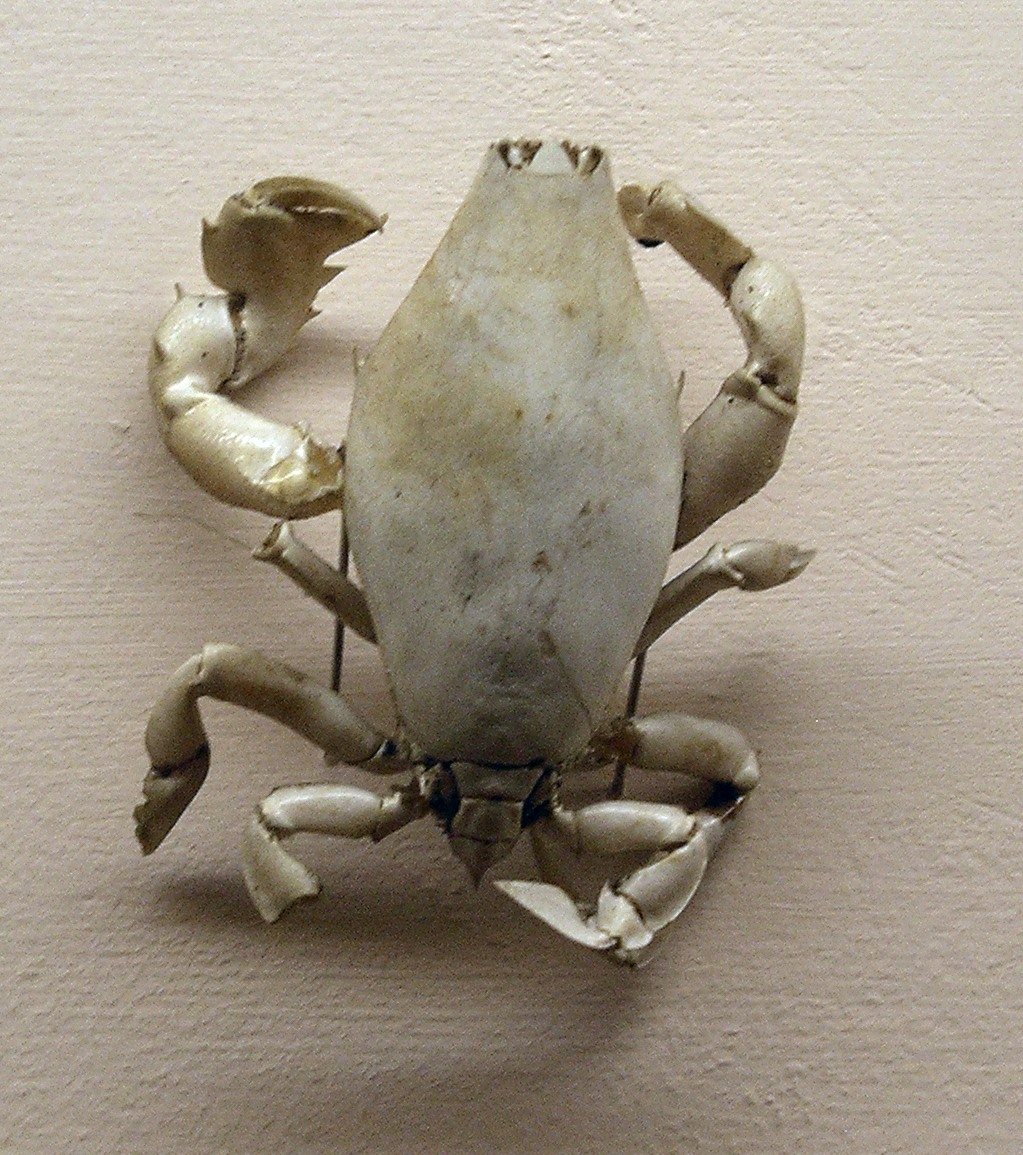
Lyreidus tridentatus
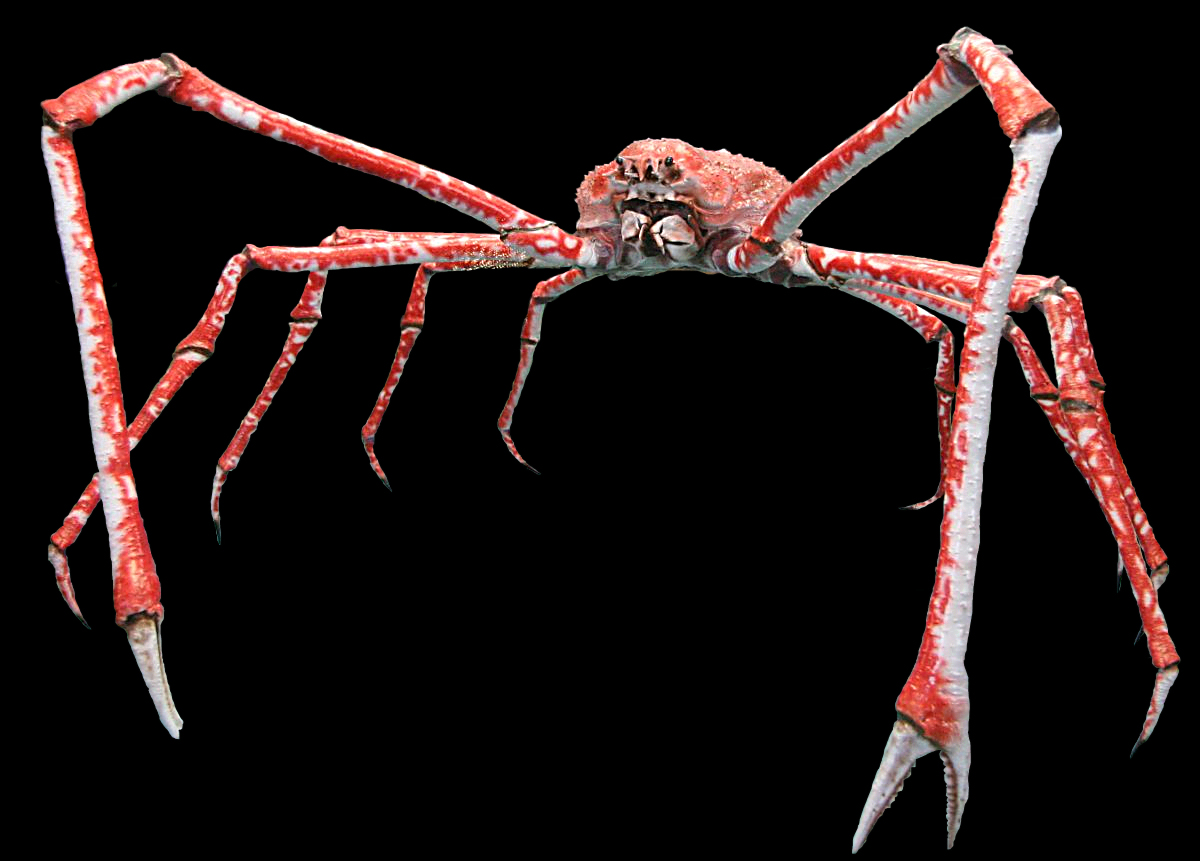
Macrocheira kaempferi
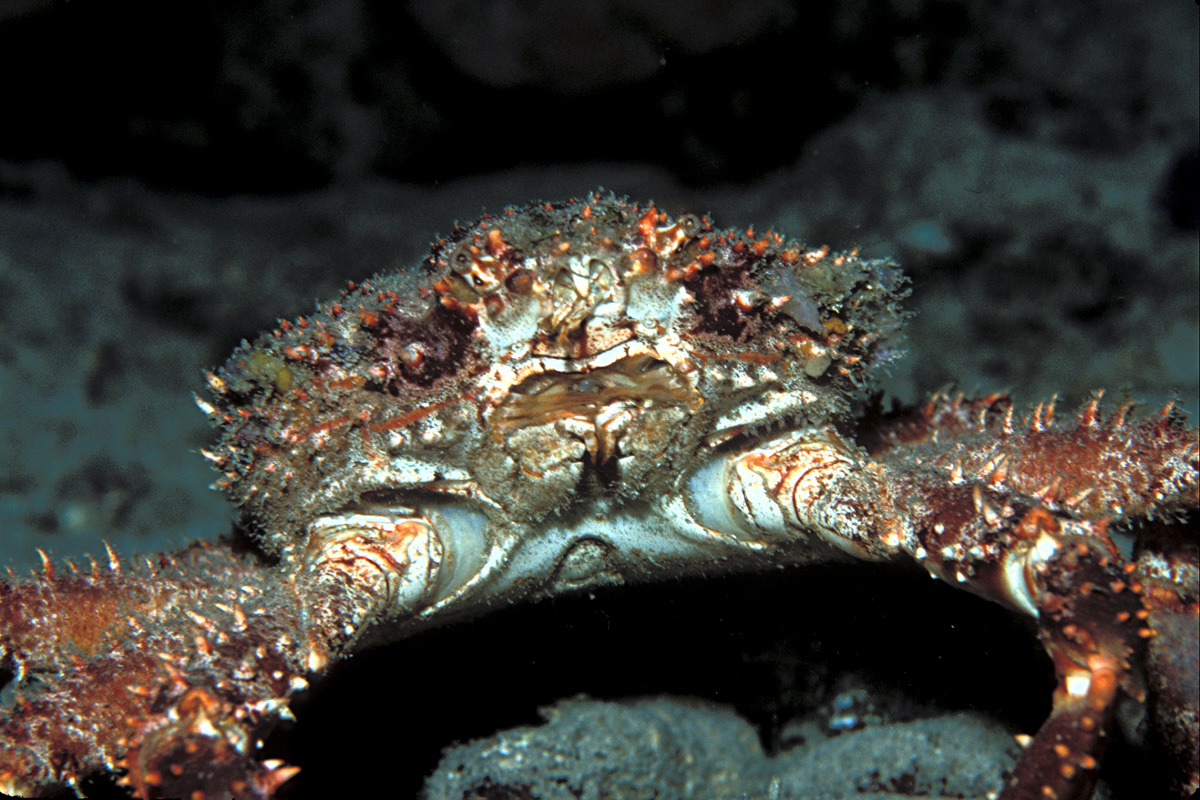
Mitrax pilosus
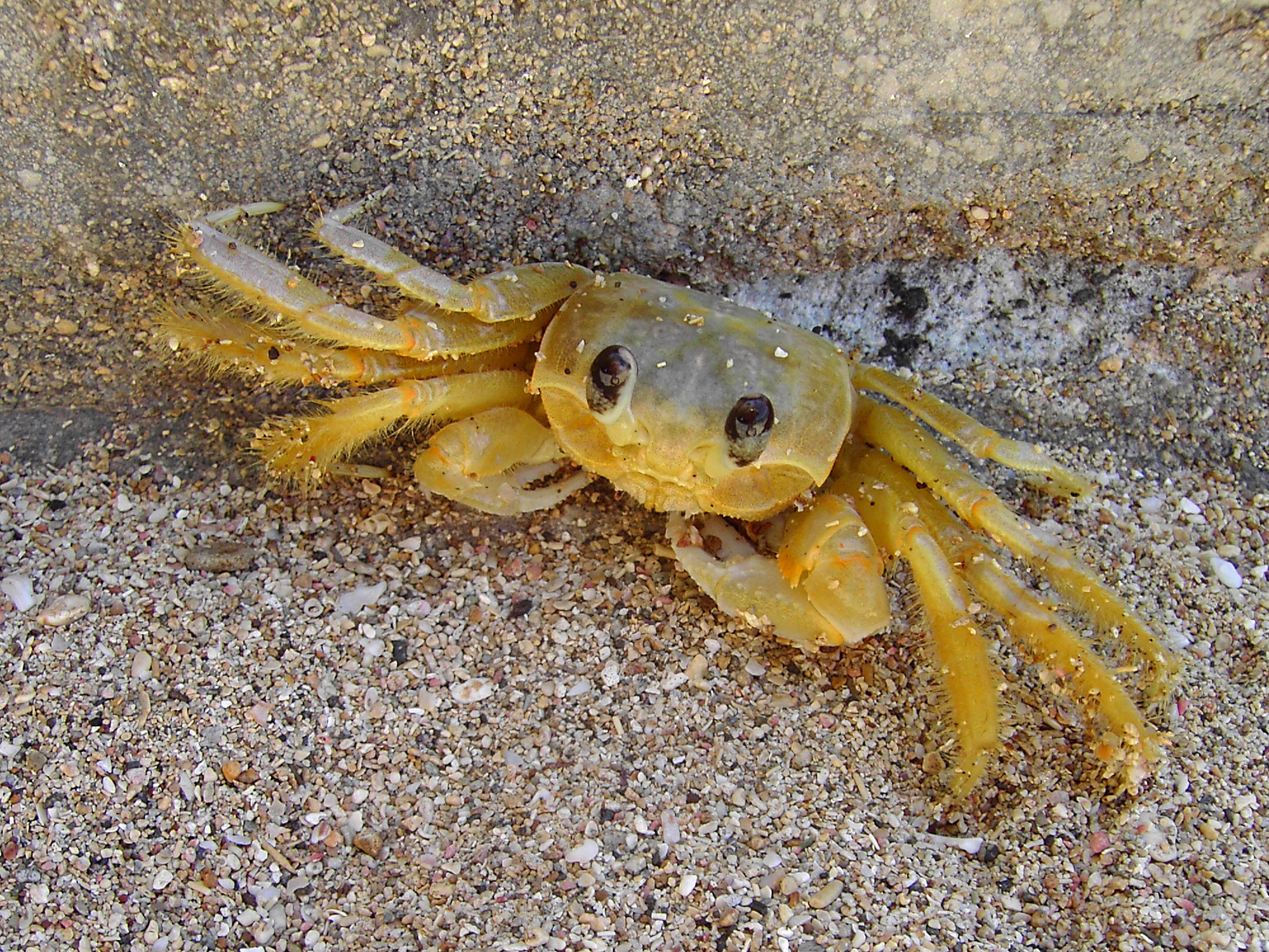
Ocypode quadrata
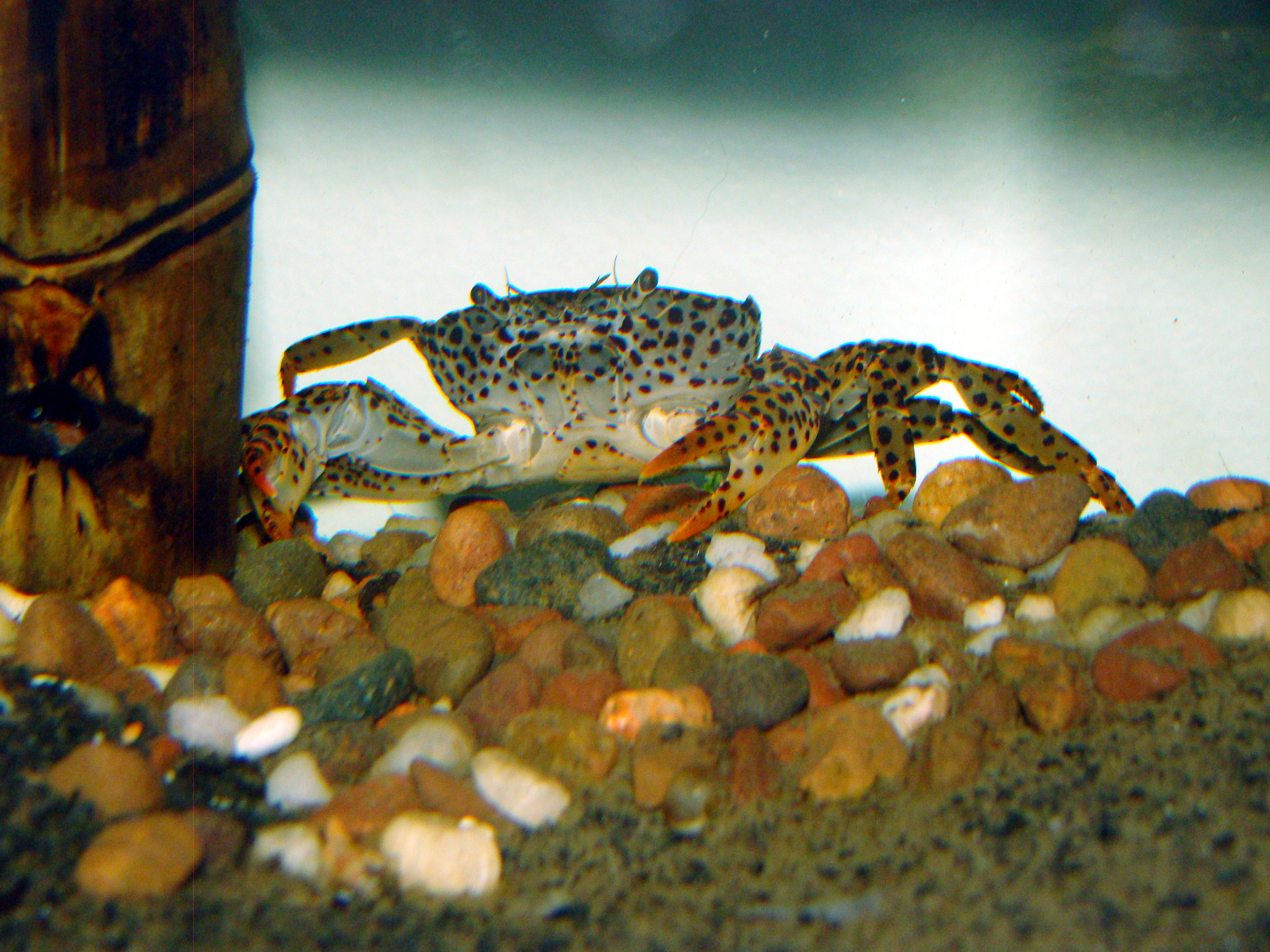
Parathelphusa pantherina
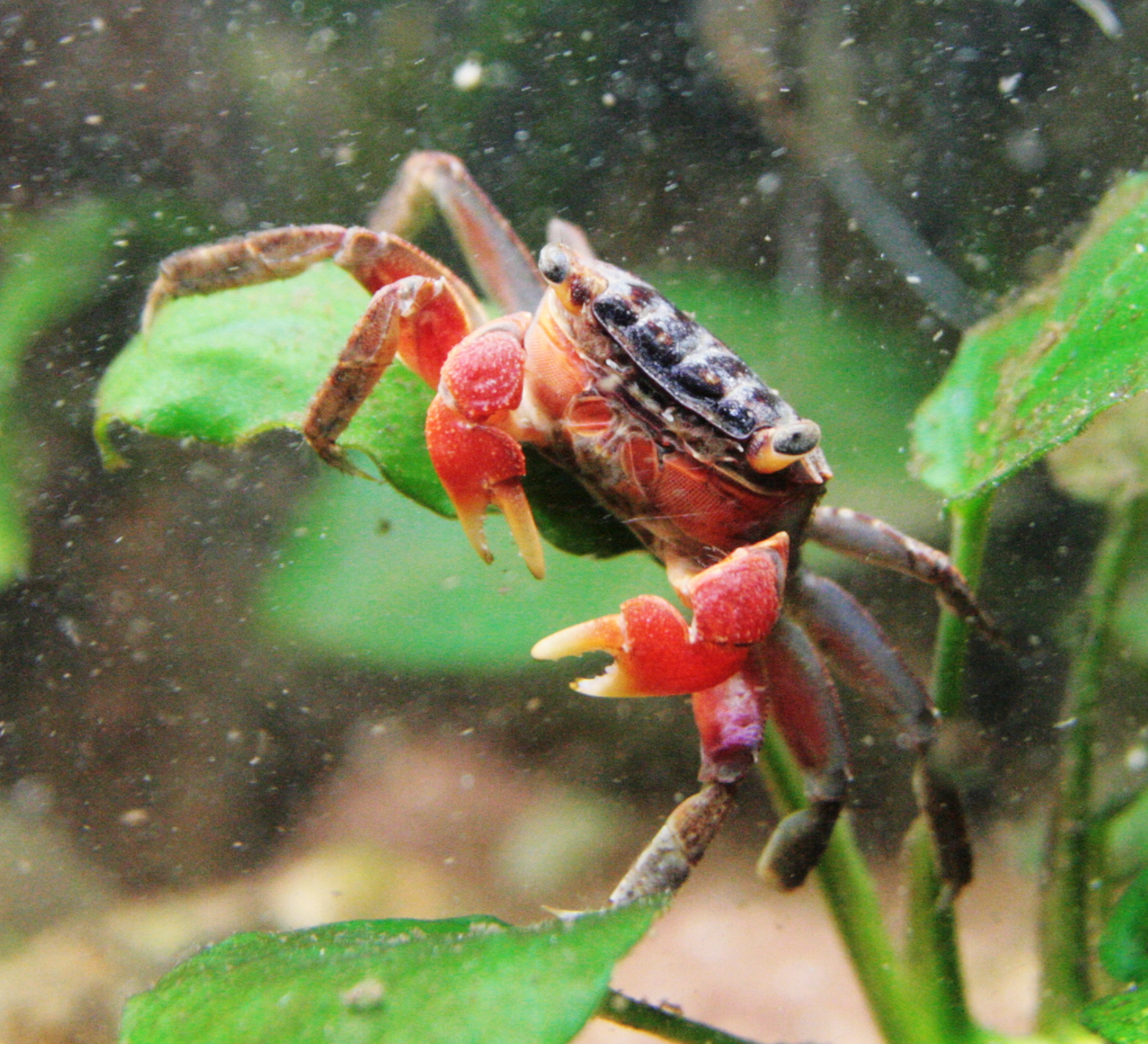
Perisesarma bidens
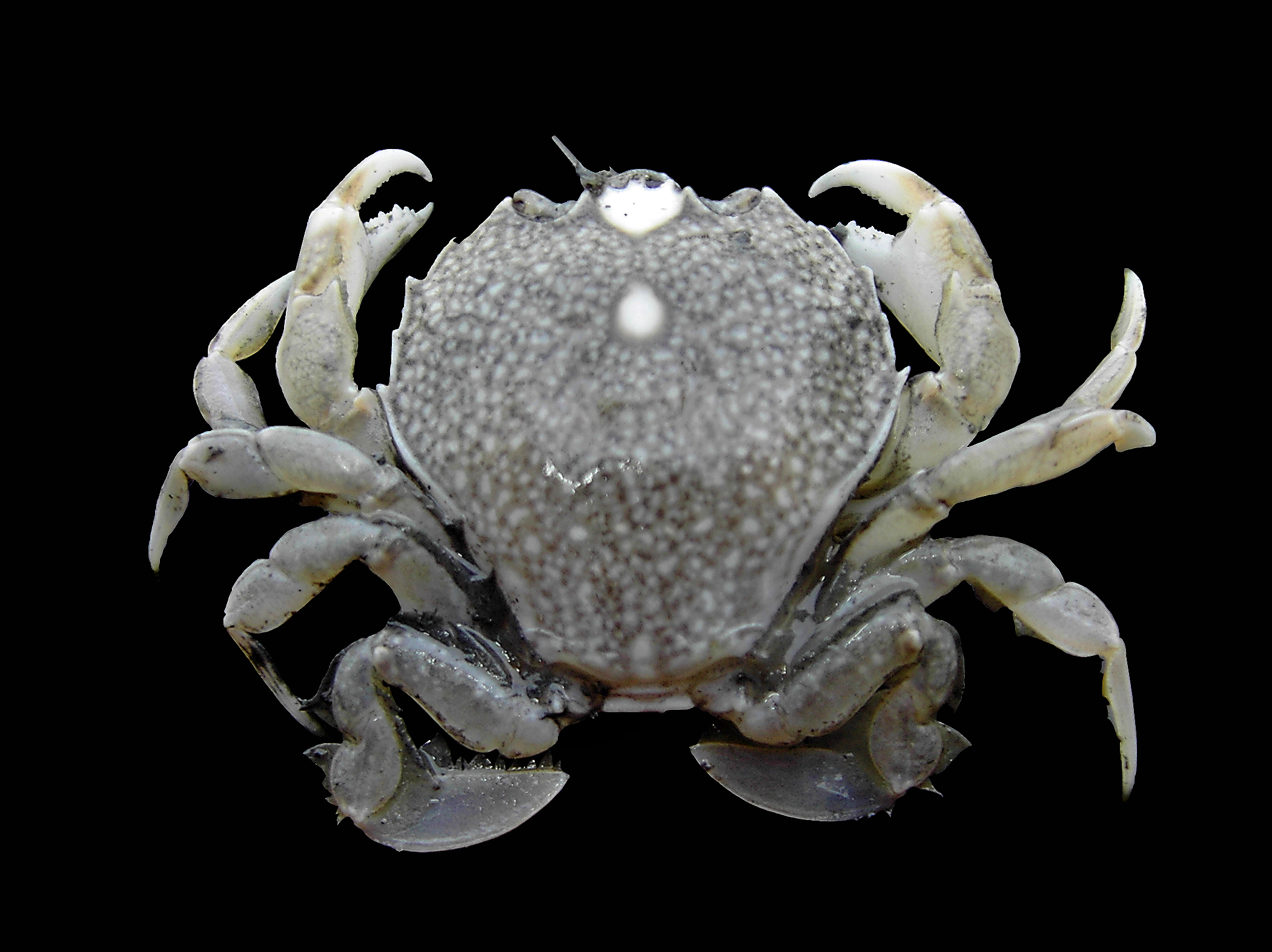
Portumnus latipes.
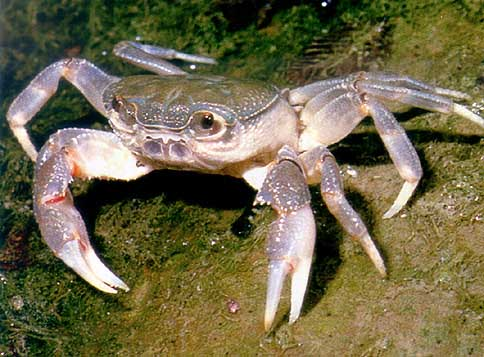
Potamon fluviatile
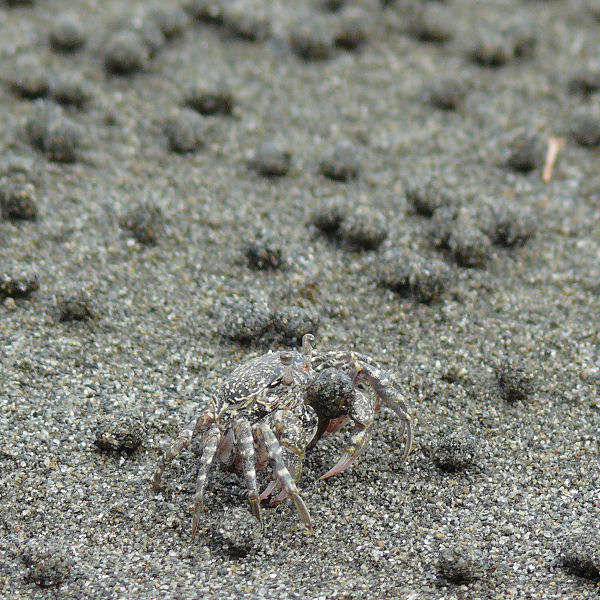
Scopimera globosa
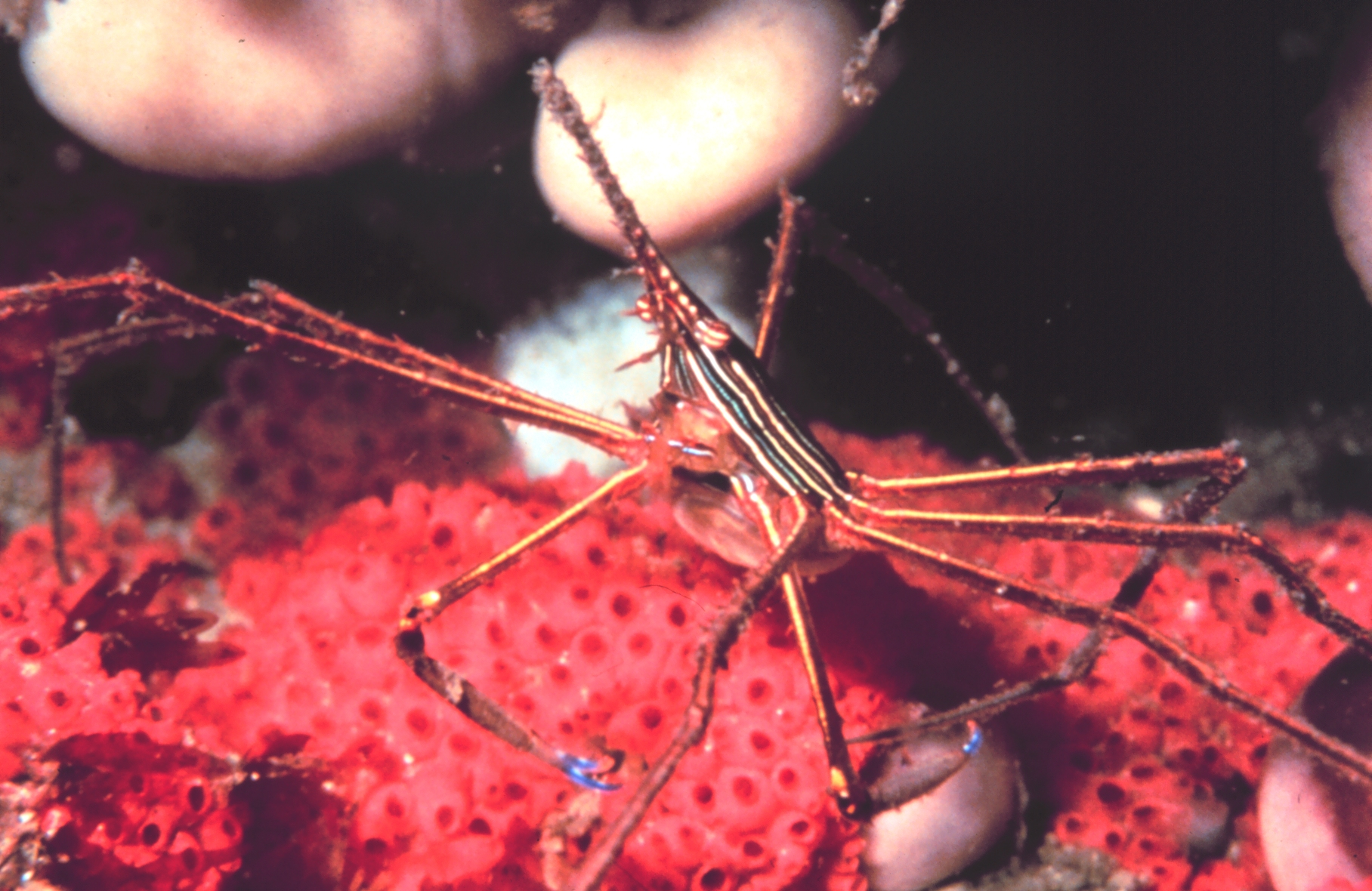
Stenorhynchus seticornis
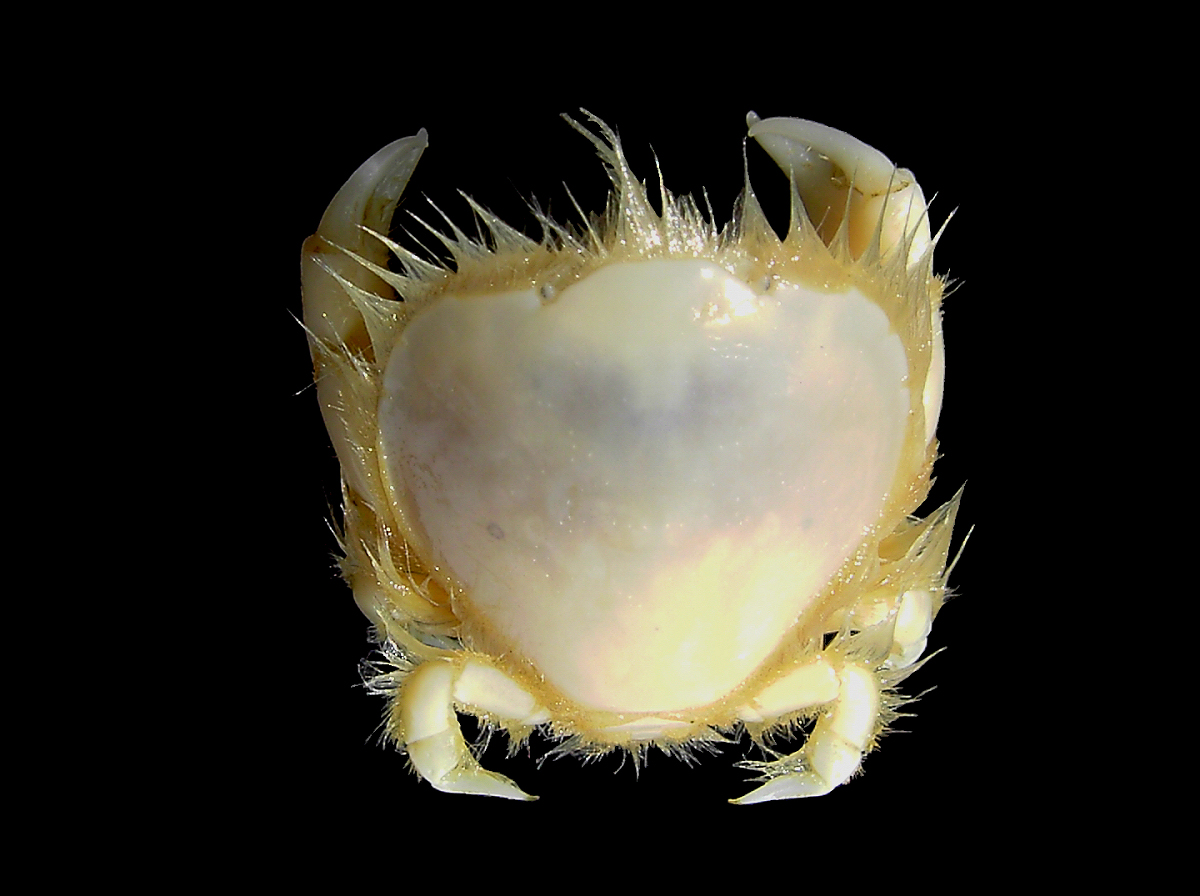
Thia scutellata
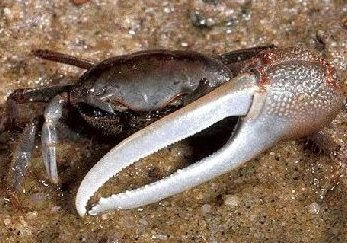
Uca pugnax

## Usi culinari

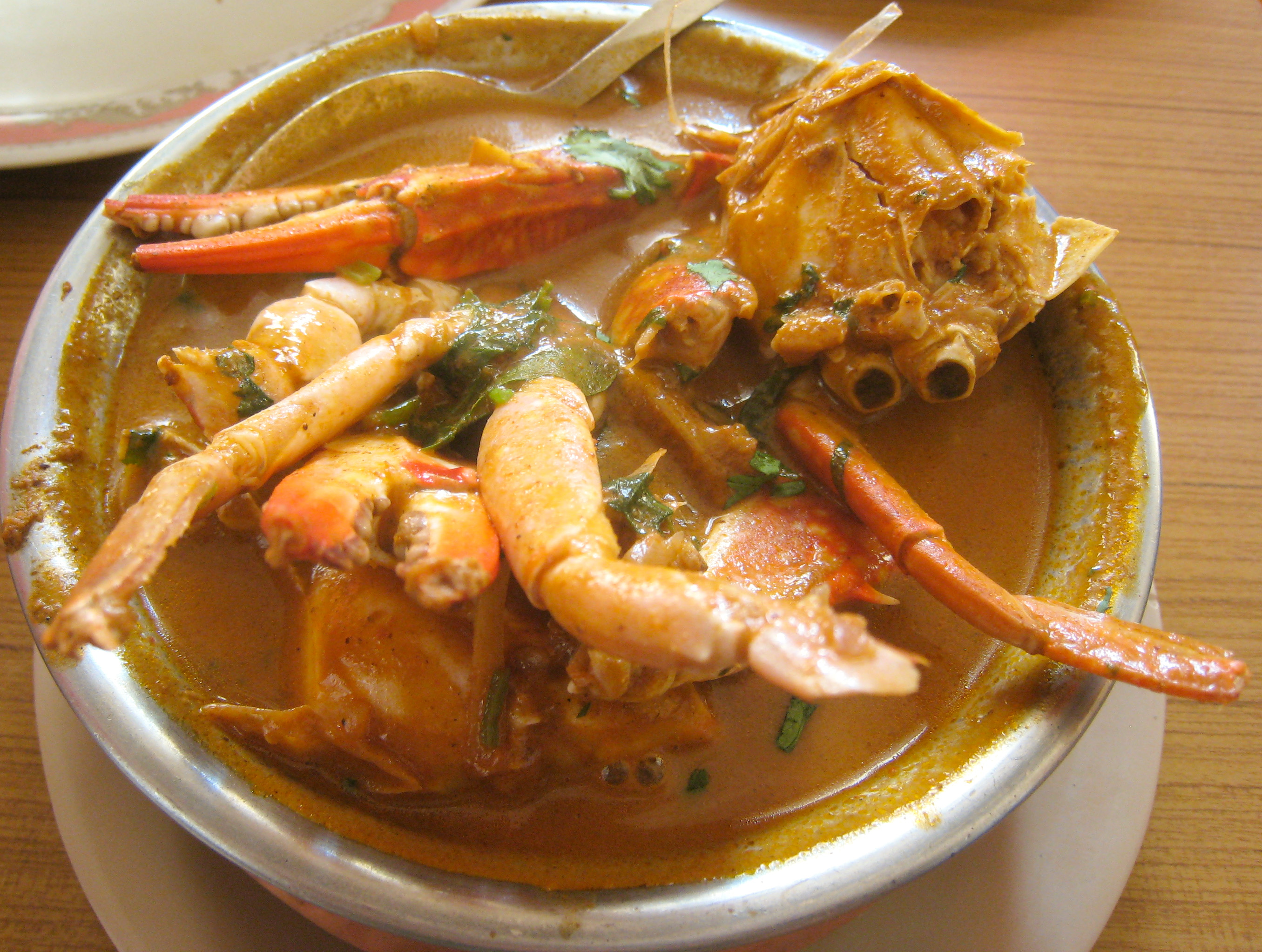
Piatto di masala di granchio a Karnataka, in India

I granchi sono in generale commestibili; alcune specie sono anzi pregiate, come ad esempio la granceola (Maja squinado).

## I granchi nella cultura

### Araldica

Granchi sullo stemma degli Allegrantia di Firenze

In araldica, il granchio rappresenta la gravità di modi e di pensiero.
Il granchio si rappresenta abitualmente, ma non sempre, di colore nero e montante, cioè posto in palo con la testa in alto.

### Astrologia
È il simbolo del segno zodiacale del cancro.

### Linguistica
Questo animale ha ispirato diversi modi di dire: in spagnolo "pensare all'immortalità del granchio" significa "sognare ad occhi aperti", mentre in italiano "prendere un granchio" indica l'aver compiuto un errore grossolano.

### Letteratura
Nella parte finale del poema greco intitolato Batracomiomachia (dal greco antico Βατραχομυομαχία?, Batrachomyomachía, "La guerra dei topi e delle rane") i granchi, quando la vittoria sembra ormai dei topi, giunti sul campo di battaglia annientano i topi facendoli a pezzi e dando quindi la vittoria alle rane; il poema verrà ripreso in seguito anche da Giacomo Leopardi nei Paralipomeni della Batracomiomachia, dove i granchi rappresentano gli austriaci.